# Чурилов Микола Якович
Чурилов Микола Якович (рос. Чурилов Николай Яковлевич; 18 квітня 1935, ст. Новопокровська Краснодарський край, РРФСР, СРСР — 14 липня 2014, Київ, Україна) — радянський, український художник. Член Національних спілок художників (1976) та кінематографістів України. Заслужений художник України (2010).

## Біографічні відомості
Народився 1935 року в ст. Новопокровська Краснодарського краю в родині селянина. Закінчив Краснодарське художнє училище (1956) та художній факультет Всесоюзного державного інституту кінематографії (1963, педагоги з фаху — К. Морозов, І. Іванов-Вано). 
З 1963 року працював художником-постановником у Творчому об'єднанні художньої мультиплікації Київської студії науково-популярних фільмів.

## Фільмографія
Брав участь у створенні стрічок:
- «Лелеченя» (1964)
- «Зелена кнопка» (1965)
- «Злісний розтрощувач яєць» (1966)
- «Пісенька в лісі» (1967, Диплом та Приз Всесоюзного кінофестивалю, Ленінград, 1968)
- «Осіння риболовля» (1968)
- «Пригоди козака Енея» (1969)
- «Хлопчик і хмаринка» (1970)
- «Страшний, сірий, кудлатий» (1971)
- «Кульбаба — товсті щоки » (1971)
- «Парасолька на риболовлі» (1973)
- «Створення мікросвіту» (1973)
- «Казки райського саду» (1975)
- «Казка про жадібність» (1976)
- «Лисичка з качалкою» (1977)
- «Перша зима» (1978)
- «Грицькові книжки» (1979)
- «Коли зустрічаються двоє» (1980)
- «Сонячний коровай» (1981)
- «Малята-мишенята» (1982)
- «Лис і дрізд» (1982)
- «Як Петрик П'яточкін слоників рахував» (1984)
- «Історія про дівчинку, яка наступила на хліб» (1987)
- «Друзі мої, де ви?» (1987)
- «Івасик-Телесик » (1989)
- «Котик та півник» (1991)
- «Кривенька качечка» (1992)
- «Різдвяна казка» (1993)
- «Вій» (1996) та ін.